# Barbara (Hubinsel)
Die Hubinsel Barbara war eine Erprobungsplattform der Bundeswehr. Sie war der Wehrtechnischen Dienststelle 71 (WTD 71) in Eckernförde zugeordnet und diente der Erprobung von Waffen und Waffenleitsystemen. Namensgebern war die Heilige Barbara, die Schutzpatronin der Artillerie.
Die Hubinsel wurde bei den Howaldtswerken in Kiel gebaut und im Juni 1964 der Bundeswehr übergeben. Sie erhielt eine zivile Besatzung mit 11 Angehörigen. Heimathafen war die Außenstelle der WTD 71 in Surendorf an der Eckernförder Bucht.

## Technische Auslegung

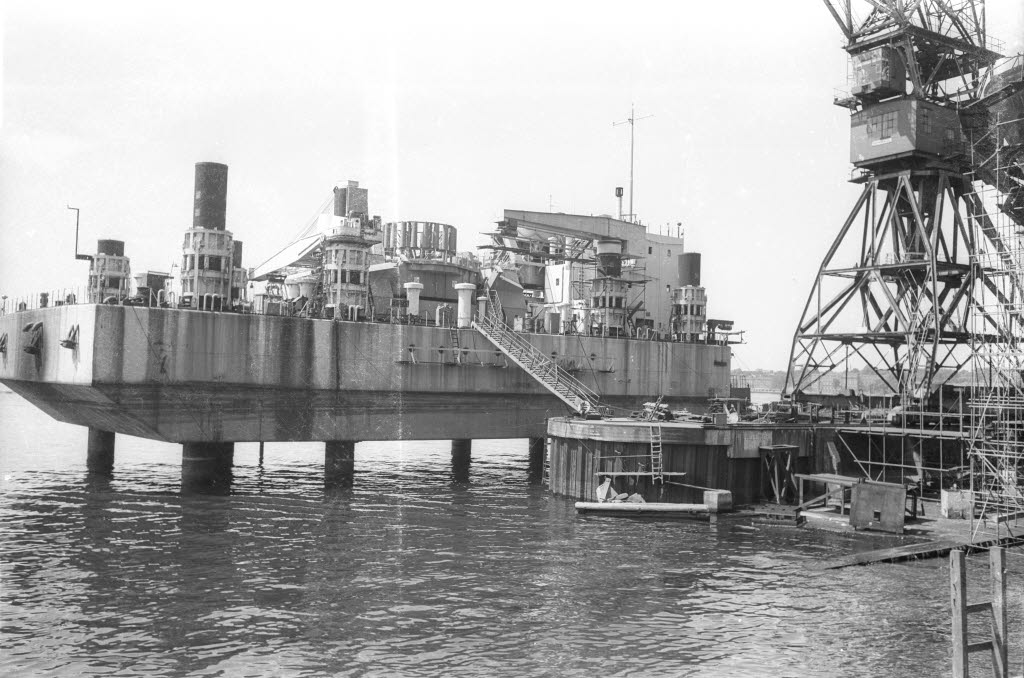
Barbara mit abgesenkten Stützpfählen. In der Mitte ist die runde Gerätebasis sichtbar, auf der die zu erprobenden Systeme montiert wurden

Die Plattform verfügte über keinen eigenen Antrieb und war mit acht Stützpfählen ausgestattet. Die zu erprobenden Waffen und Feuerleitgeräte konnten auf einer zentralen Plattform montiert werden.
Die Stromversorgung leisteten je zwei Dieselgeneratoren von 950 PS/750 kVA und 196 PS/150 kVA. Als Hilfsmittel standen zwei Bordkräne von 12 und 2,5 Tonnen Tragfähigkeit und zwei Beiboote zur Verfügung.
1979 wurden die Stützpfähle verlängert, und es wurde eine Hubschrauberplattform installiert.

## Aufgaben
Die Barbara diente der Erprobung von Waffen der Bundesmarine. Dafür wurde sie in geeignete Erprobungsgebiete geschleppt, von wo aus die Waffen im scharfen Schuss getestet werden konnten. Eines der Gebiete war die Meldorfer Bucht, wo ihre Einsätze auf die Kritik von Naturschützern stießen.

## Verbleib

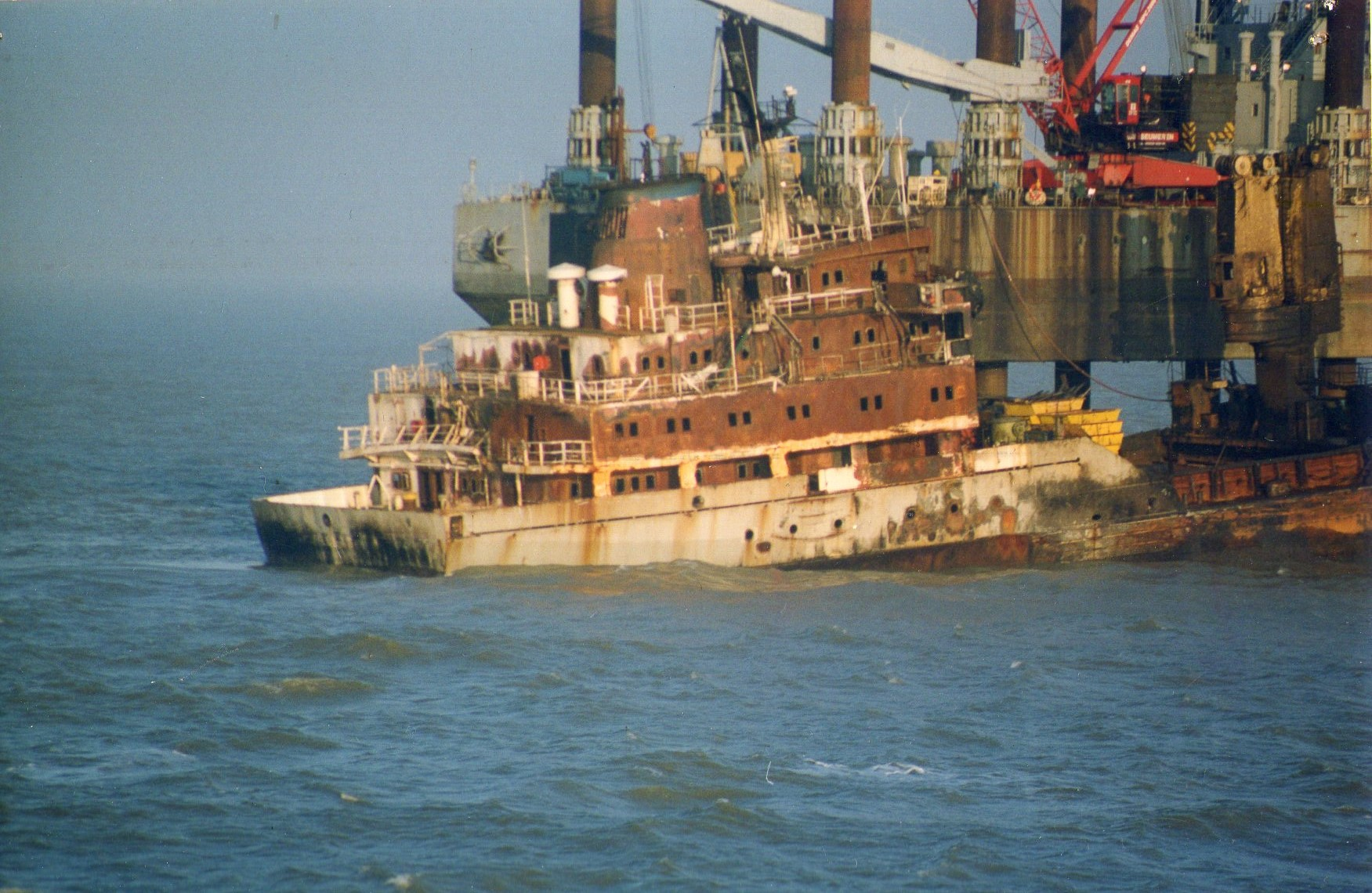
Die Hubinsel Barbara am Wrack der Pallas

Die Bundeswehr stellte die Hubinsel am 15. Dezember 1995 außer Dienst. Anschließend wurde sie über die VEBEG an die niederländische Firma Heuvelman verkauft. Vom 19. November 1998 bis zum 10. Januar 1999 war die Barbara von Rotterdam kommend für Bergungsarbeiten am Wrack des ausgebrannten Frachters Pallas eingesetzt. Über den weiteren Lebensweg der Hubinsel ist nur bekannt, dass sie noch immer (Stand August 2018) mit einer IMO-Nummer als Barbara unter der Flagge Curaçaos registriert ist.